# Tikal
Koordinaten: 17° 13′ 15,4″ N, 89° 37′ 29,8″ W

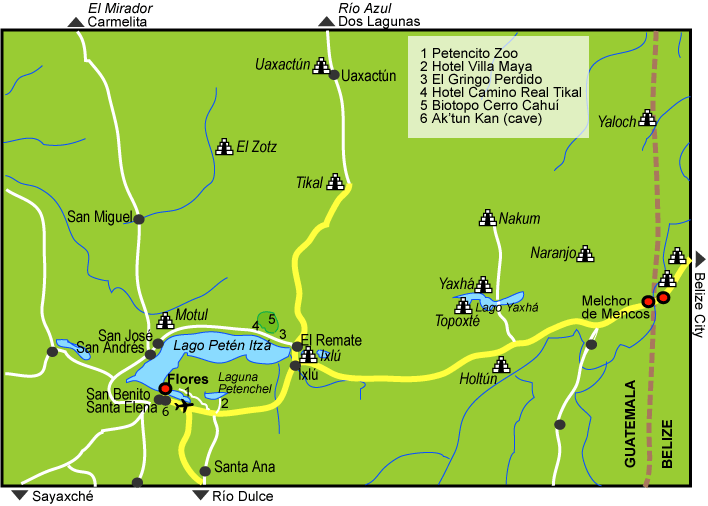
Lage von Tikal nördlich des Petén-Itzá-Sees mit umliegenden Stätten

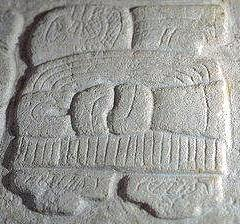
Emblemglyphe von Tikal

Karte von Tikal

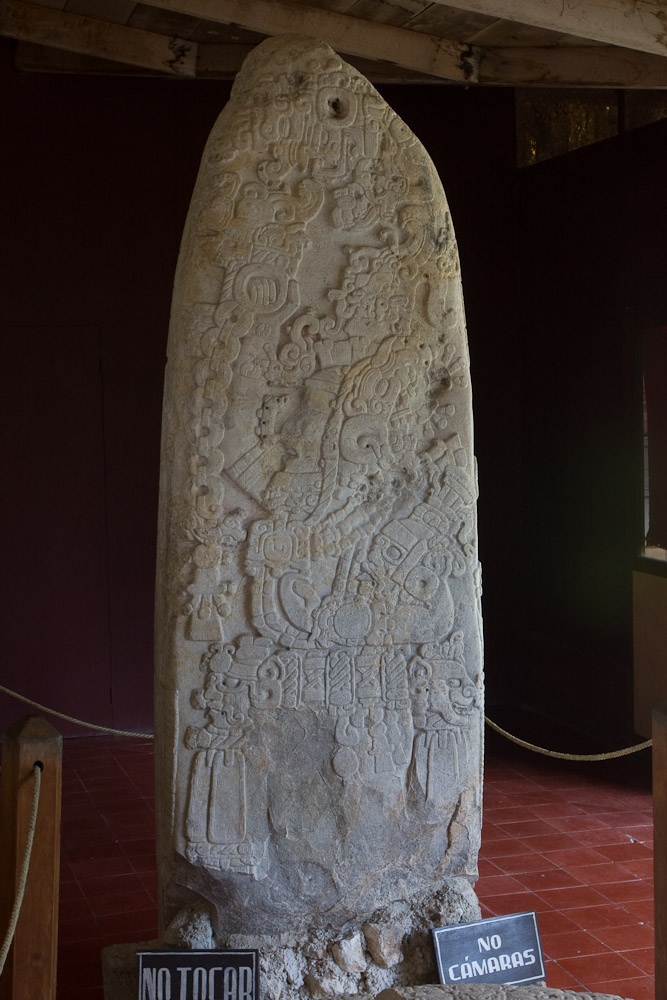
Stele von König Siyaj Chan K’awiil II. (reg. 411–456)

Tikal ist eine antike Stadt der Maya in den Regenwäldern des Petén im nördlichen Guatemala mit bemerkenswerten Stufentempeln. Sie war eine der bedeutendsten Städte der klassischen Maya-Periode (3. bis 9. Jahrhundert) und ist eine der am besten erforschten Maya-Städte. Die ersten Siedlungsspuren reichen ins frühe 1. Jahrtausend v. Chr. zurück. Im 2. Jahrhundert begann die eigentliche städtische Entwicklung mit der Errichtung von Tempeln, Stelen und Palast-Tempel-Komplexen. Ein erster Höhepunkt wurde im 5. Jahrhundert erreicht, als eine mächtige Herrscherdynastie einen Kleinstaat nach dem anderen in der Nachbarschaft unterwarf und zu Vasallenkönigreichen machte, woraus ein langjähriger Konflikt mit dem mächtigen Nachbarstaat Calakmul entstand. Einen zweiten Höhepunkt erlebte Tikal im 8. Jahrhundert, nachdem Calakmul als Rivale besiegt worden war. Im frühen 9. Jahrhundert schwand die Macht von Tikal, die Bautätigkeit hörte auf. Spätestens im 10. Jahrhundert war die Stadt vollständig verlassen.

## Aufbau der Stadt
Tikal erstreckt sich über ein Gebiet von etwa 65 Quadratkilometern, wovon der zentrale Bereich rund 16 Quadratkilometer einnimmt und über dreitausend Bauten aufweist. Schätzungsweise an die 10.000 Gebäude, insbesondere in den Außenbereichen, sind noch nicht ausgegraben und erforscht worden. Man schätzt, dass die Einwohnerzahl des Stadtzentrums auf dem Höhepunkt der Macht in der klassischen Periode (8. Jahrhundert) mindestens 50.000 Menschen betrug und die unmittelbare Agglomeration der Metropole sogar eine Einwohnerzahl von bis zu 200.000 erreicht habe. Seit 2018 gehen Forscher davon aus, dass die Umgebung von Tikal mindestens eine Million Menschen zählte.
Das Zentrum Tikals bildet der sogenannte Große Platz. Er wird von den Tempeln I und II in Ost-West sowie von der Nord- und der Zentralakropolis in Nord-Süd-Richtung eingerahmt und folgt damit dem Konzept der sogenannten E-Gruppe. Zusätzlich gab es zwischen Tempel I und der Zentralakropolis einen Ballspielplatz. Ein weiterer Ballspielplatz befand sich östlich des Tempels I. Vermutlich diente der ganze Platz als Verkörperung des Weltbildes der Maya, eine Art „kosmischer Raum“. Der „Himmel“, die Nordakropolis mit weiteren Stufenpyramiden, war der Ort, an dem die Herrscher Tikals begraben wurden, während der Palast südlich des Platzes die „Unterwelt“ verkörperte. Dieser Palast besaß zwei große Galerien und stand auf zwei großen Plattformen. Er war umfangreicher und aufwändiger aufgebaut und gestaltet als andere vergleichbare Bauten. Es gilt als wahrscheinlich, dass dieser Palast auf der Zentralakropolis als Königsresidenz diente.
Die beiden den Großen Platz flankierenden Tempel I und II gehören mit ihren Höhen von 47 m und 40 m zu den höchsten Stufentempeln Mittelamerikas. Zum Heiligtum des Tempels I (auch bekannt als Tempel von Ah Cacao oder Tempel des Großen Jaguars) in etwa 35 m Höhe führen genau 100 Stufen empor.
In der Dimensionierung und Ausrichtung der Gebäude in Tikal finden sich Hinweise auf eine Codierung der Mayakalender und für die Menschen bedeutsamer Zyklen. So ermöglicht es die E-Gruppe vom Eingang der westlichen Tempelpyramide IV an zwei für Maya heiligen Tagen der Sonnenauf- und -untergang exakt im Dachkamm der in der Gebäudeachse liegenden östlichen Tempelpyramide I zu sehen. Beide Termine umspannen 260 Tage – die Länge des heiligen Tzolkin-Kalenders. Zugleich sind sie die Eckdaten des landwirtschaftlichen Zyklus der Maya, der am 12. Februar begann und mit dem Einsetzen der Regenzeit am 30. Oktober endete. Wie die Maya die dazu notwendige bauliche Präzision ohne technische Hilfsmittel erreichen konnten, ist unbekannt.

## Geschichte
Der historische Name Tikals lautete vermutlich Mutal, wobei die Emblemglyphe ein zusammengeknotetes Bündel darstellt. Die genaue Übersetzung ist unklar, eventuell lässt es sich mit „Blume“ übersetzen. Die früheste Besiedelung Tikals fand ungefähr um 900 v. Chr. statt, was anhand von Keramikfunden festgestellt wurde. Es dauerte rund fünfhundert Jahre, bis komplexere Bauten errichtet wurden. Etwa ab dieser Zeit entwickelte sich Tikal zu einem führenden Zentrum der präklassischen Periode. Den allgemeinen Niedergang zum Ende dieser Epoche (ca. 200 n. Chr.) überlebte Tikal, während viele andere Zentren der Präklassik in der politischen Bedeutungslosigkeit versanken oder aufgegeben wurden.
Etwa ab dieser Zeit wird der Einfluss der im zentralmexikanischen Hochland gelegenen Stadt Teotihuacán in der Tempelarchitektur sichtbar. Im Jahre 378 schließlich erschien eine von dort kommende oder mit Teotihuacán verbündete Armee in der Nähe von Tikal und eroberte die Stadt, wobei der amtierende Herrscher Chak Tok Ich’aak I. („Große Jaguartatze“) getötet wurde. Allerdings gibt es Hinweise darauf, dass dieser „Umsturz“ mit Hilfe einer machtvollen politischen Gruppe innerhalb Tikals vonstattenging. Es wird auch vermutet, dass Menschen aus Teotihuacán nach Tikal umsiedelten, da die neuen Machthaber auch einen neuen Herrscher eingesetzt hatten. Die neue Dynastie ging jedenfalls innerhalb kurzer Zeit in der alten auf; gleichzeitig verschwanden alle kulturellen Verweise auf Zentralmexiko.
Mitte des fünften Jahrhunderts begann die erste expansive Phase der Stadt Tikal mit den ersten auf Stelen festgehaltenen Kriegszügen unter König K’an Chitam. Gleichzeitig schwand jedoch auch die hegemonielle Stellung, die Tikal bislang im südlichen Tiefland innehatte. Als 509 der Herrscher Chak Tok Ich’aak II. auf einem Kriegszug starb, erwählte man in Ermangelung eines männlichen Thronfolgers im geeigneten Alter seine erst sechsjährige Tochter zur neuen Herrscherin. Sie war jedoch vermutlich nicht viel mehr als eine Marionette der verschiedenen Adelsfamilien der Stadt und verlor 537 die Herrschaft an ihren bis dahin im Exil lebenden Bruder Chan K’awiil. Diese dynastischen Probleme schwächten Tikal zwar, doch war die Stadt immer noch die führende Macht in der Region.
Dies änderte sich mit dem Beginn des Konflikts mit dem Erzfeind Calakmul. Zwistigkeiten über den Status von Caracol, eines Vasallen Tikals, mündeten nach einiger Zeit in offenem Krieg. Tikal wurde 562 in einer Schlacht nahe der Stadt von Calakmul vernichtend geschlagen und musste die Inthronisierung eines von Calakmul bestimmten Herrschers dulden, was eine über einhundert Jahre währende Schwächeperiode zur Folge hatte, während der kaum neue Gebäude errichtet wurden. Dieses als Hiatus bezeichnete Phänomen resultierte vermutlich auch aus dem Untergang des Bündnispartners Teotihuacán.
Im Laufe der Jahre spaltete sich die Aristokratie (oder aber die herrschende Dynastie) in eine Fraktion, die die Unabhängigkeit von Calakmul forderte, und eine andere, welche einen Verbleib in dessen Vasallensystem befürwortete. Als die erste Fraktion Mitte des siebten Jahrhunderts die Oberhand gewann und mit Nuun Ujol Chaak einen König stellen konnte, wanderten die Calakmul freundlich gesinnten Adeligen nach Dos Pilas aus, von wo aus sie weiter den Thron von Tikal beanspruchten. Im folgenden, erbittert geführten Krieg gelang Calakmul noch einmal die Sicherung der Vorherrschaft über Tikal, das in den Jahren darauf gezielt diplomatisch isoliert wurde.
Die indirekte Herrschaft Calakmuls über andere Städte, wie sie Tikal zuvor selbst praktiziert hatte, war jedoch einer der größten Schwachpunkte im politischen System der Maya-Könige. 695 gelang es dem neuen König von Tikal Jasaw Chan K’awiil, Calakmul eine schwere Niederlage zuzufügen, die feindliche Stadt zu besetzen und erneut eine Hegemonie über das Maya-Gebiet aufzubauen. Damit begann die zweite expansive Phase in Tikals Geschichte. Unter Jasaws Nachfolger Yik'in Chan K'awiil besiegte Tikal auch alle bedeutenden Verbündeten Calakmuls und setzte dort Vasallenkönige ein. Die Zeit des späten 7. und gesamten 8. Jahrhunderts war somit eine Zeit großen Wohlstands, beschleunigten Wachstums und extensiver Bautätigkeit, während der zahlreiche Paläste und Tempel erweitert wurden. Auch der enorm große Tempel IV stammt aus dieser Zeit.
Anfang des neunten Jahrhunderts begann der plötzliche Niedergang der Stadt. Das Verschwinden datierter Stelen scheint mit einem Machtverlust der Eliten und einer weitgehenden Abwanderung (oder gar einem Massensterben) der Bevölkerung in Verbindung zu stehen. Die genauen Ursachen für den Kollaps der gesamten Maya-Zivilisation zu diesem Zeitpunkt ist bis heute nicht genau geklärt und wird in der Forschung nach wie vor heftig debattiert. Möglicherweise war aber eine schwerwiegende Dürreperiode in Yucatán, die zwischen 800 und 830 einsetzte und extrem trockenes Klima bis in das 10. Jahrhundert zur Folge hatte, ein maßgebliches Element des Untergangs. Die letzte Datierung einer Stele Tikals stammt aus dem Jahr 879, womit Tikal eine der am längsten überlebenden klassischen Maya-Städte war.

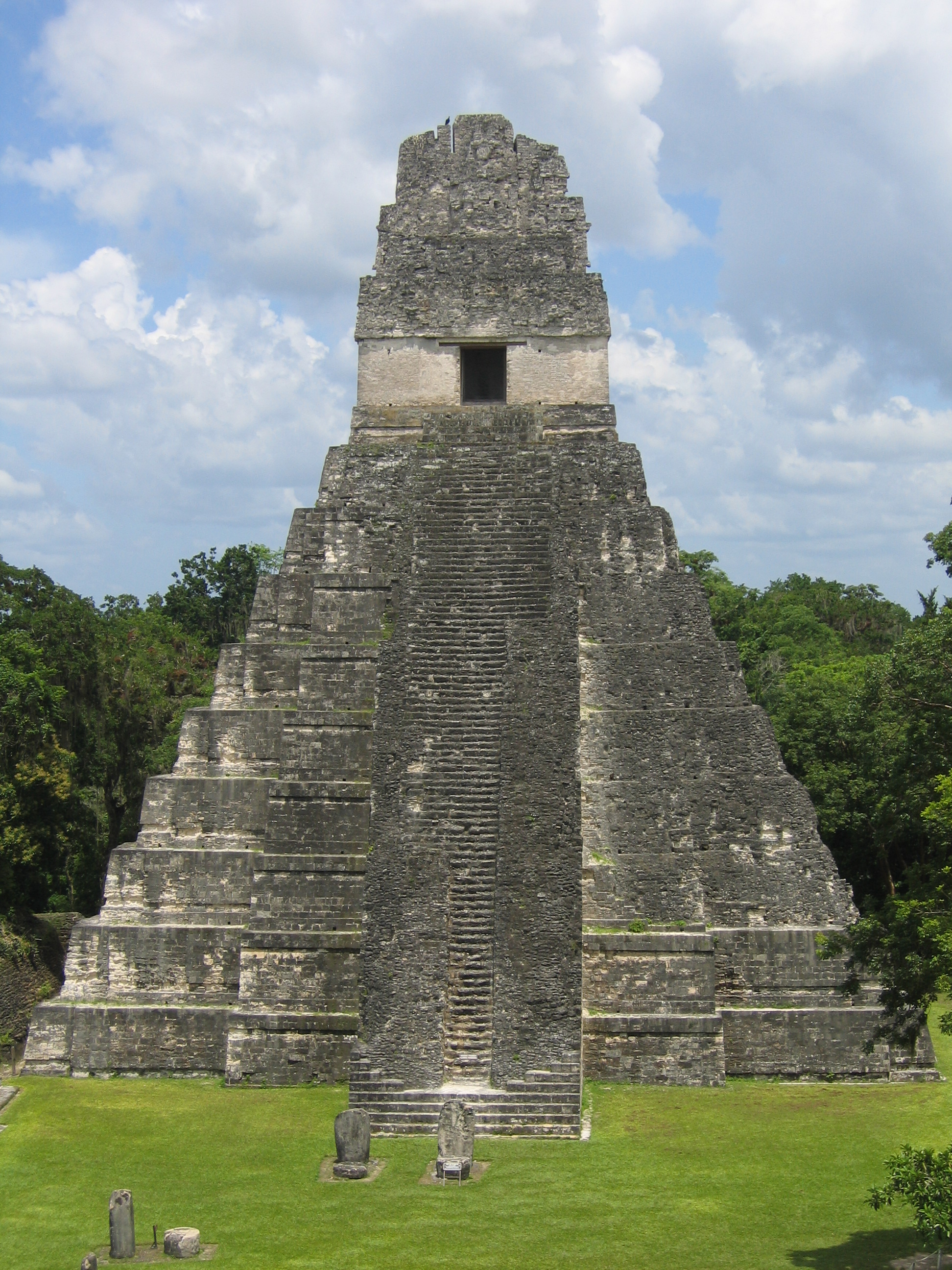
Der 47 m hohe Tempel I, Blick nach Osten
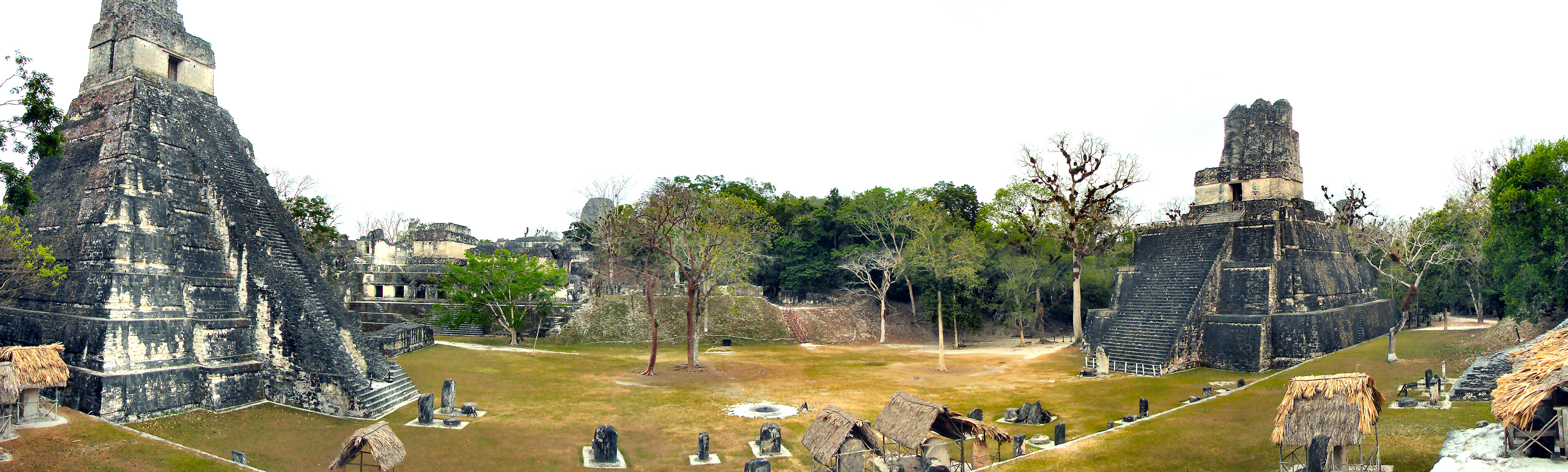
Tempel I und Tempel II
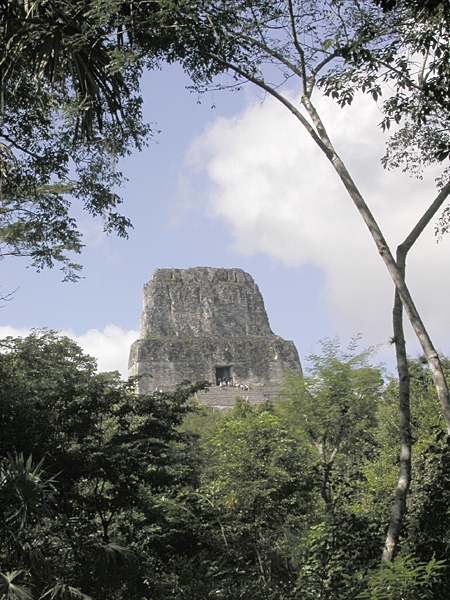
Tempel IV
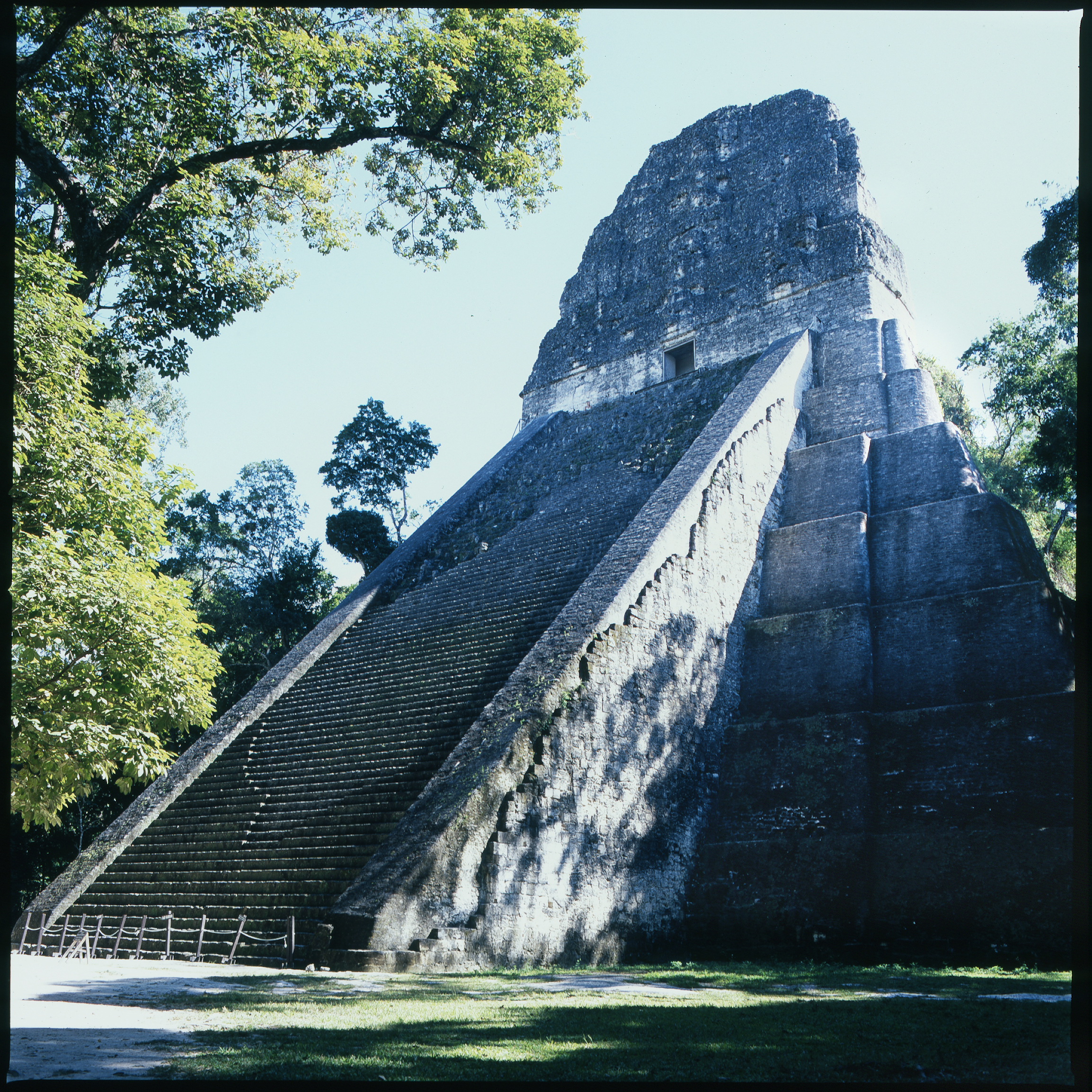
Tempel V
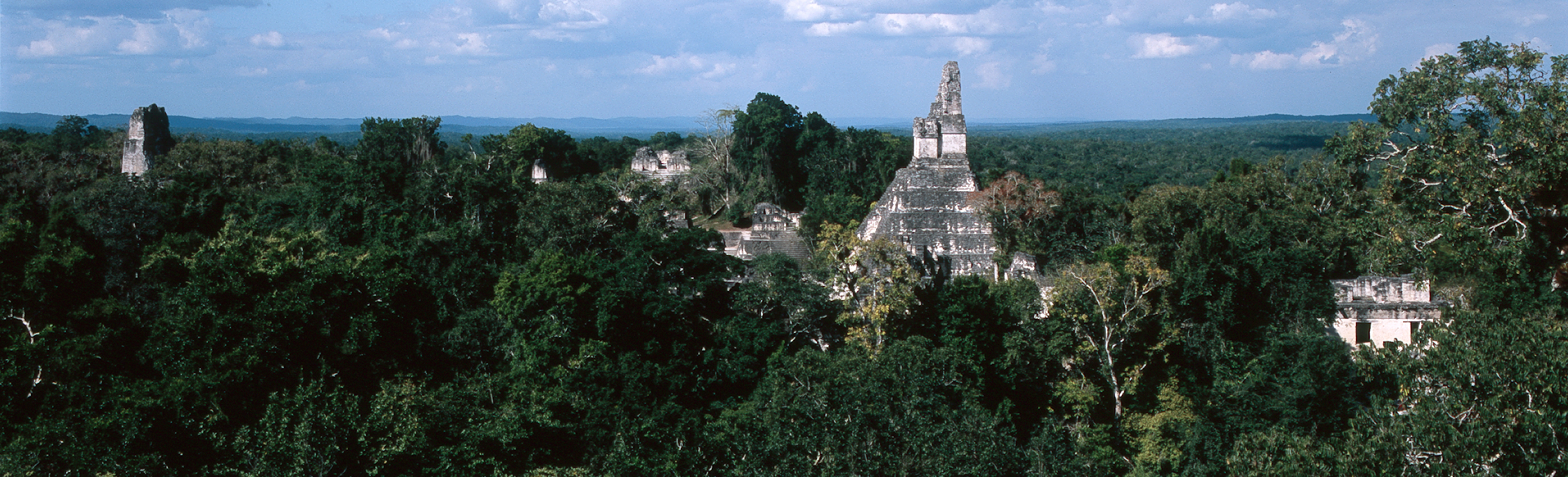
Panoramablick
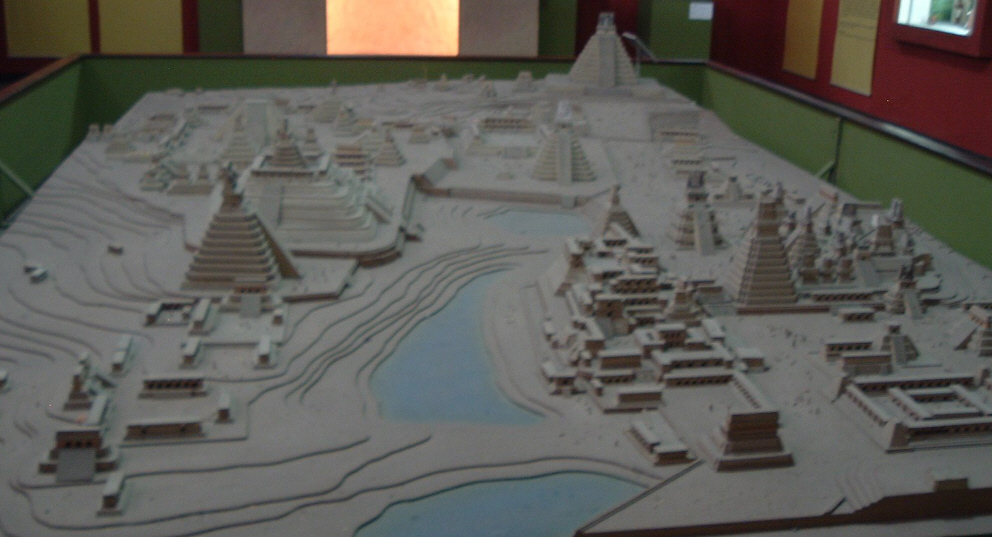
Modell des Stadtzentrums, Blick nach Osten
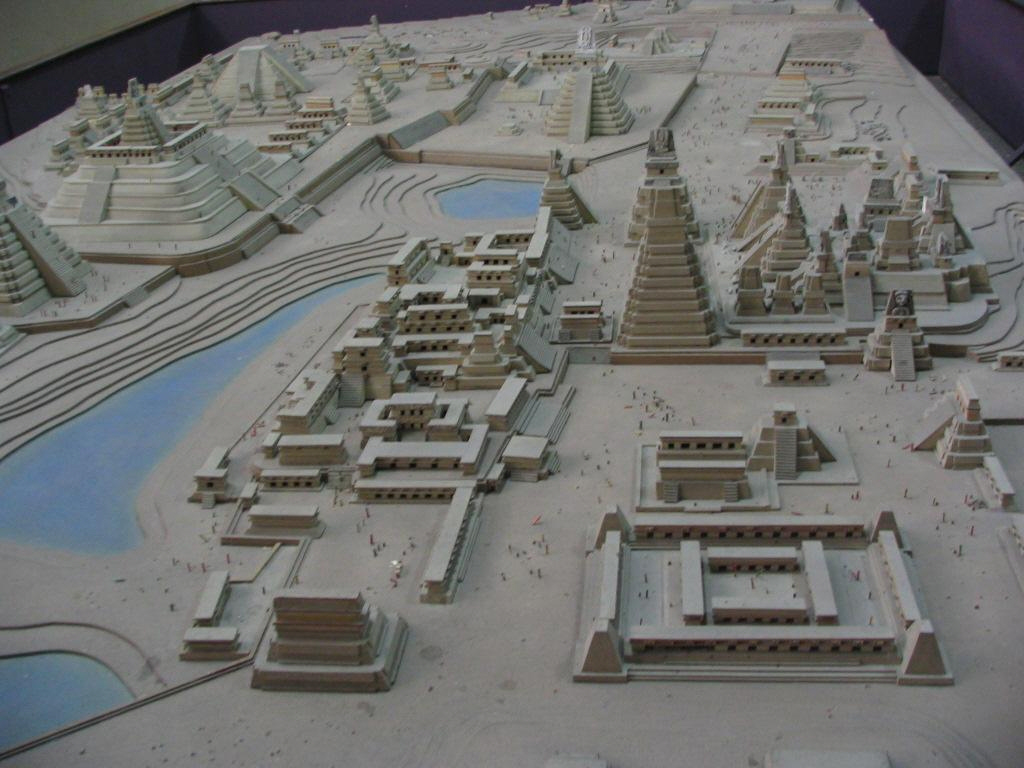
Blick über den Palast und dem Großen Platz
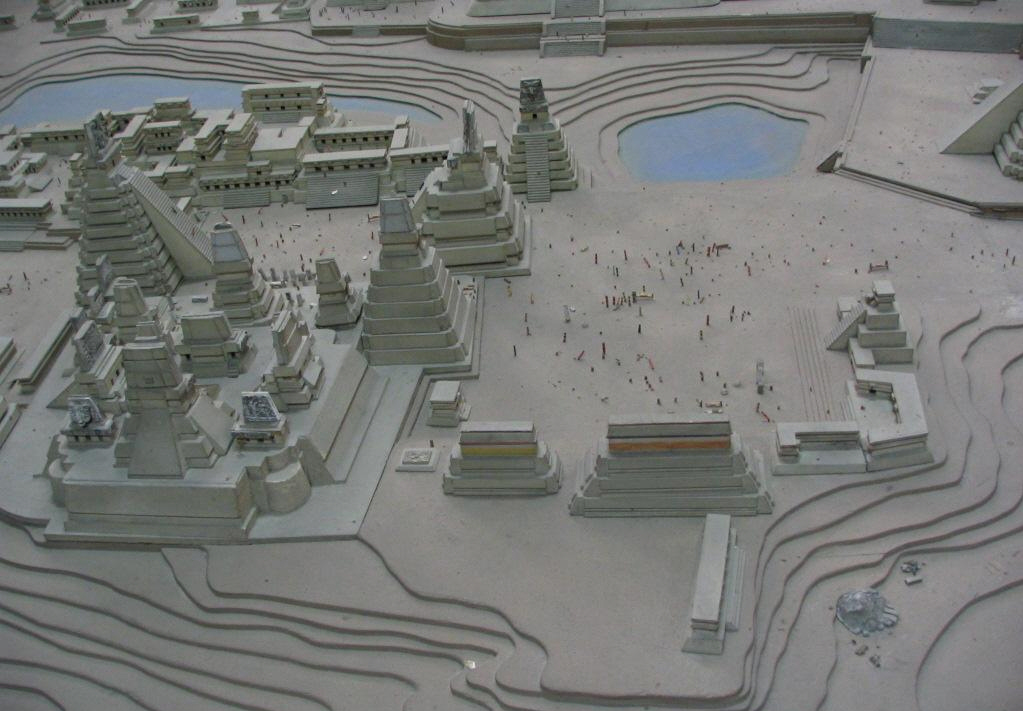
Blick über die Nordakropolis nach Süden
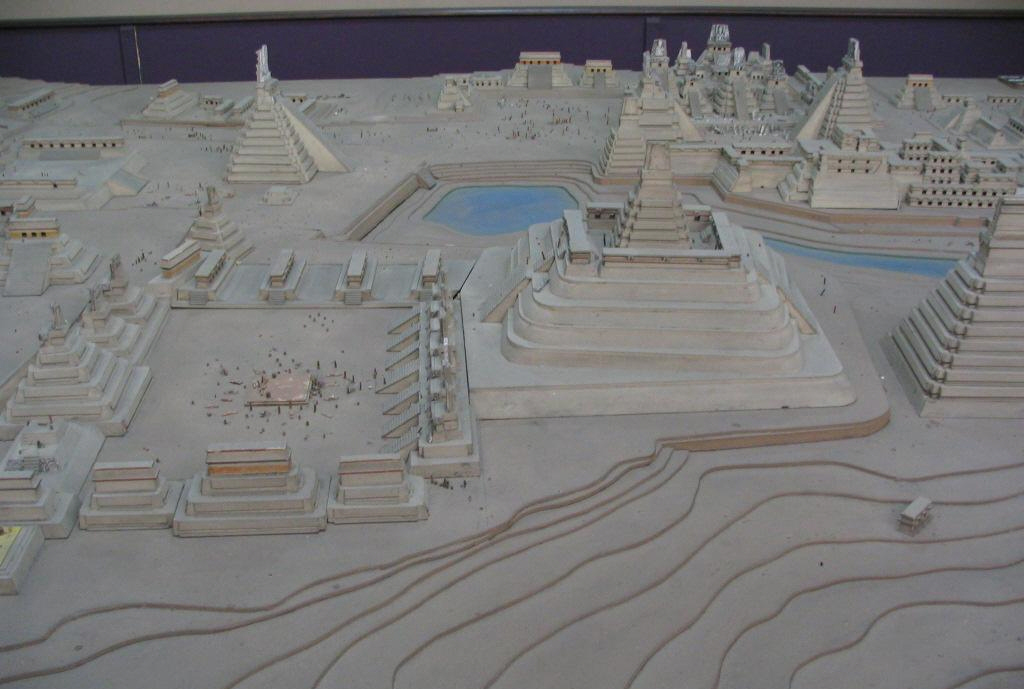
Blick von der Südakropolis nach Norden
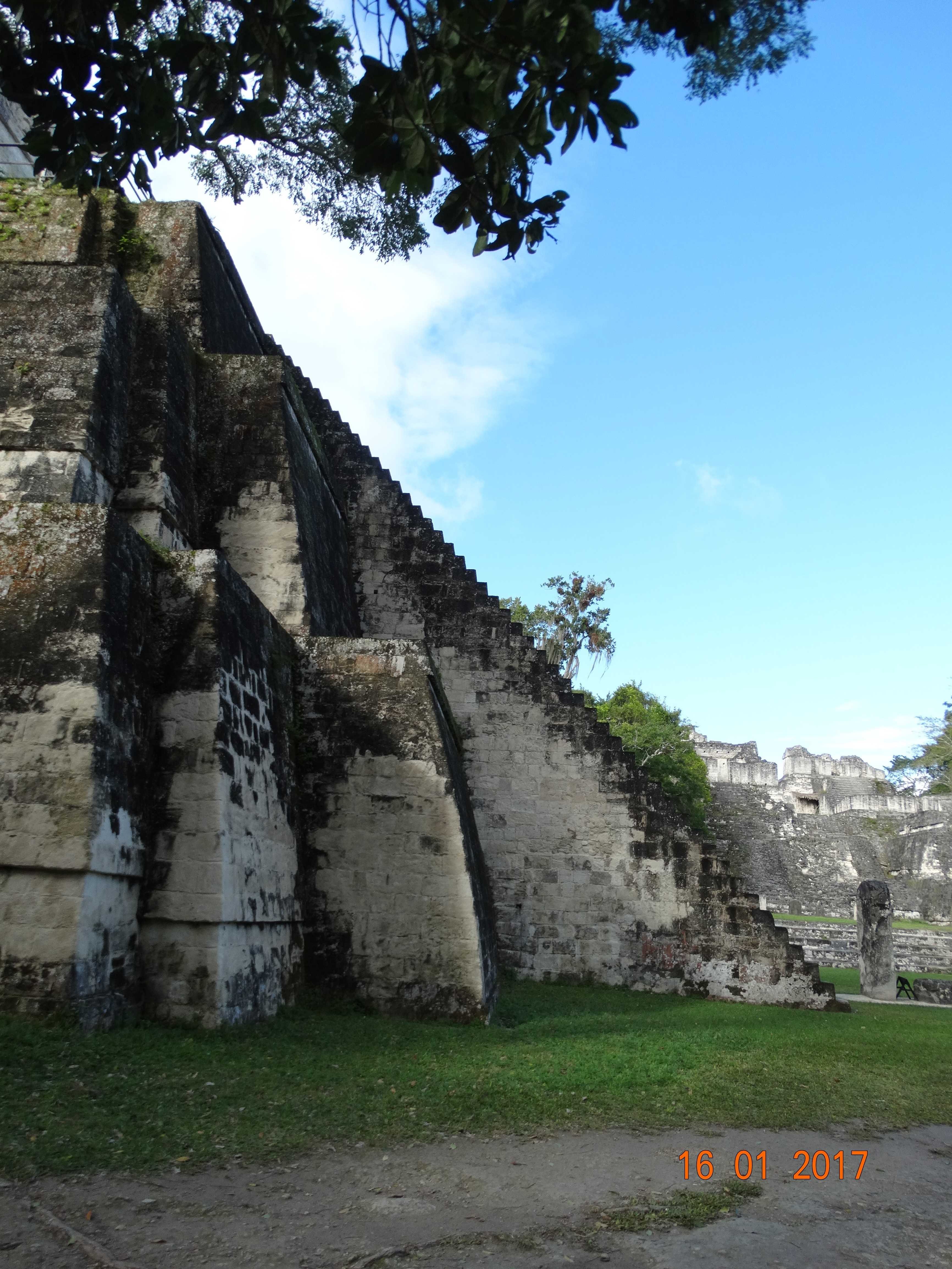
Treppen auf der Pyramide
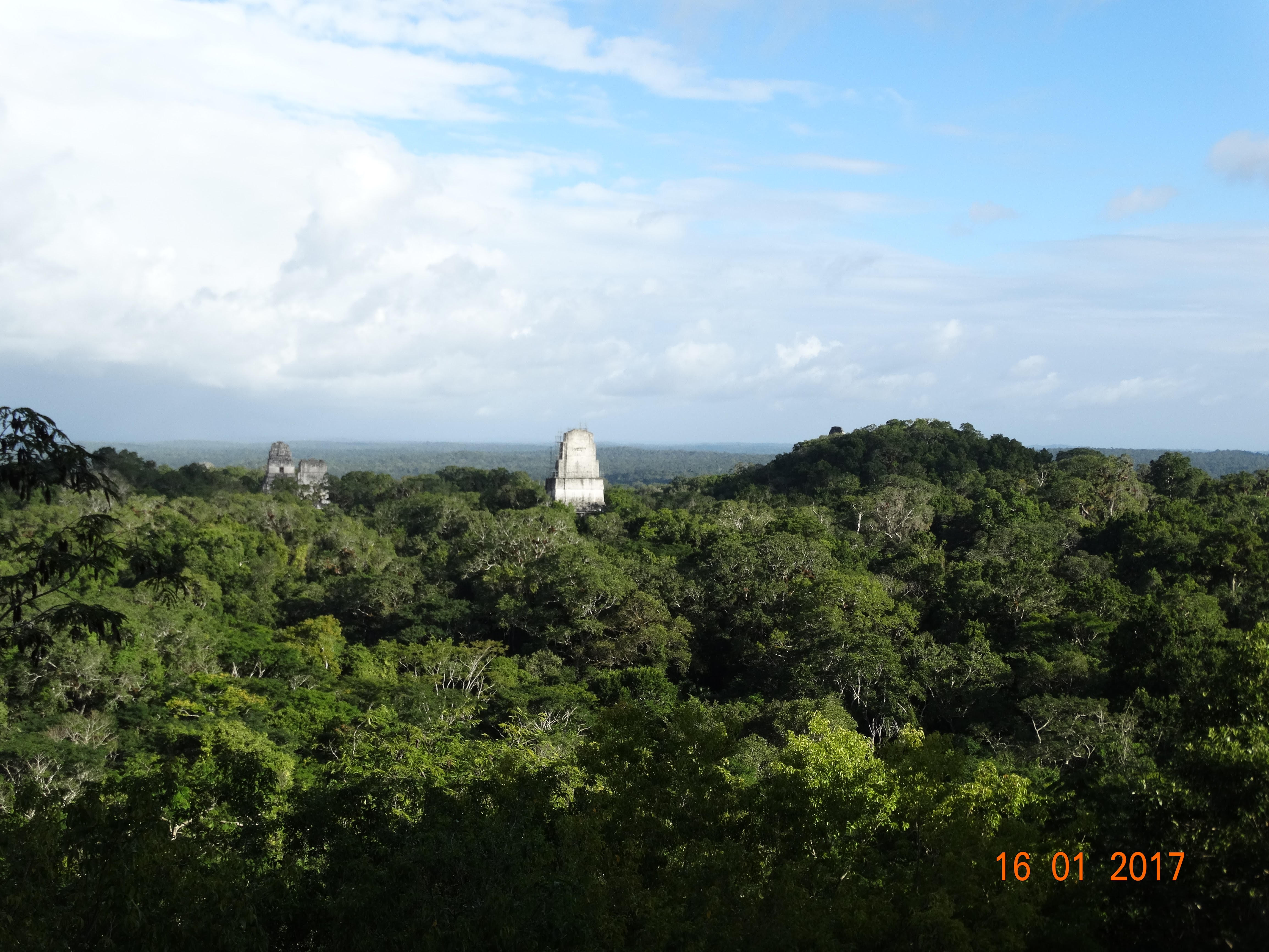
Pyramiden im Dschungel

## Monumente
Auswahl der wichtigsten Stelen und Altäre; Herrscher nach Martin und Grube.
| Monument | Datum               | Herrscher                    | Front | Links | Rechts | Rückseite |
| -------- | ------------------- | ---------------------------- | ----- | ----- | ------ | --------- |
| Stele 1  |                     | Siyaj Chan K’awiil II        |       |       |        |           |
| Stele 2  |                     | Kan Chitam                   |       |       |        |           |
| Stele 3  | 9.2.13.0.0 (488)    | Yax Nuun Ahiin I             |       |       |        |           |
| Stele 4  | 8.17.10.0.0 (386)   |                              |       |       |        |           |
| Stele 5  | 9.15.13.0.0 (744)   | Yik’in Chan K’awiil          |       |       |        |           |
| Stele 6  | 9.4.0.0.0 (514)     | ♀ (Tikal)                    |       |       |        |           |
| Stele 7  | 9.3.0.0.0 (495)     |                              |       |       |        |           |
| Stele 8  | 9.0.10.0.0 (445)    | Bird Claw                    |       |       |        |           |
| Stele 9  | 9.2.0.0.0 (475)     | Kan Chitam                   |       |       |        |           |
| Stele 10 | 9.2.0.0.0 (475)     | ♀ Kaloomte’ B’alam           |       |       |        |           |
| Stele 11 | 10.2.0.0.0 (869)    | Jasaw Chan K’awiil II.       |       |       |        |           |
| Stele 12 | 9.4.13.0.0 (527)    | ♀ (Tikal) ♀ Kaloomte’ B’alam |       |       |        |           |
| Stele 13 | 9.1.0.0.0 (455)     | Kan Chitam                   |       |       |        |           |
| Stele 14 | 9.5.0.0.0 (534)     |                              |       |       |        |           |
| Stele 16 | 9.14.0.0.0 (711)    | Jasaw Chan K’awiil I.        |       |       |        |           |
| Stele 17 | 9.6.13.0.0 (567)    | Wak Chan K’awiil             |       |       |        |           |
| Stele 18 | 8.19.0.0.0 (416)    | Yax Nuun Ahiin I             |       |       |        |           |
| Stele 19 |                     | Yax Nuun Ahiin II.           |       |       |        |           |
| Stele 21 |                     | Yik’in Chan K’awiil          |       |       |        |           |
| Stele 22 | 9.17.0.0.0 (771)    | Yax Nuun Ahiin II.           |       |       |        |           |
| Stele 23 |                     | ♀ (Tikal)                    |       |       |        |           |
| Stele 24 |                     | Dark Sun                     |       |       |        |           |
| Stele 25 |                     | ♀ Kaloomte’ B’alam           |       |       |        |           |
| Stele 26 |                     |                              |       |       |        |           |
| Stele 29 | 8.12.14.13.15 (292) |                              |       |       |        |           |
| Stele 31 |                     | Siyaj Chan K’awiil II        |       |       |        |           |
| Stela 40 | (468)               | Kan Chitam                   |       |       |        |           |
| Altar 5  | 9.13.19.16.6 (711)  | Jasaw Chan K’awiil I.        |       |       |        |           |

## Liste der Herrscher von Tikal
Die zahlreichen datierten Inschriften von Tikal ermöglichen die Rekonstruktion einer Herrschergenealogie von mindestens 33 Personen über einen Zeitraum von 800 Jahren. Manche Namen, die nicht vollständig oder sicher gelesen werden können, werden vorläufig mit einem englischsprachigen „Nickname“ (Spitznamen) bezeichnet. Als „Frau“ wird auch die Mutter gemeinsamer, in der Herrscherlinie stehender Kinder angegeben. ♀ steht hier für die übliche englische Benennung Lady.
| Name                   | Herrschaftszeit | genealog. Pos | Alternative Namen                                      | Frau                   | Nachkommen                         | Grab      |
| ---------------------- | --------------- | ------------- | ------------------------------------------------------ | ---------------------- | ---------------------------------- | --------- |
| Yax Ehb Xook           | um 90           | 1             | Yax Moch Xok, Yax Chakte’l Xok, „Erste Stufe Haifisch“ |                        |                                    |           |
| „Blatt-Jaguar“ (?)     | um 292          | ?             |                                                        |                        |                                    |           |
| „Tier-Kopfschmuck“ (?) | ?               | 10?           | Kinich Ehb’?                                           | ♀ „Schädel“            | Siyaj Chan K’awil I.               |           |
| Siyaj Chan K’awiil I.  | um 307          | 11            | –                                                      |                        |                                    |           |
| ♀ Unem Bahlam          | um 317          | 12?           | –                                                      |                        |                                    |           |
| K’inich Muwaan Jol     | ? –359          | 13            | Mahk’ina „Vogelschädel“, „Federschädel“                | ♀ Balam Way            | Chak Tok Ich’aak I.                |           |
| Chak Tok Ich’aak I.    | 360–378         | 14            | „Jaguar-Tatze“, „Große Tatze“, „Große Jaguar-Tatze“    |                        |                                    |           |
| Yax Nuun Ahiin I.      | 379 –404?       | 15            | „Curl Snout“, „Curl Nose“                              | ♀ K’inich              | Siyaj Chan K’awiil II.             | Tempel 34 |
| Siyaj Chan K’awiil II. | 411–456         | 16            | „Stürmischer Himmel“                                   | ♀ Ayin                 | Kan Chitam                         | Tempel 33 |
| K'an Chitam            | 458–um 486      | 17            | Kan Boar, K’an Ak                                      | ♀ Tzutz Nik            | Chak Tok Ich’aak II.               |           |
| Chak Tok Ich’aak II.   | ca. 486–508     | 18            | „Jaguar-Tatze“, „Jaguar-Tatze-Schädel“                 |                        | Wak Chan K’awiil, „Frau von Tikal“ |           |
| „Frau von Tikal“       | ca. 511–527?    |               |                                                        |                        |                                    |           |
| ♀ Kaloomte’ Bahlam     | ca. 511–527     | 19            | „Lockenkopf“                                           |                        |                                    |           |
| „Vogelkralle“ (?)      | ?               | 20?           | „Tierschädel“ I.                                       |                        |                                    |           |
| Wak Chan K’awiil       | 537–562         | 21            | „Doppelter Vogel“                                      |                        |                                    |           |
| „Tierschädel“          | 537–562         | 22            | –                                                      |                        |                                    | Tempel 32 |
| Herrscher 23 und 24    | ca. 640         |               | –                                                      |                        |                                    |           |
| Nuun Ujol Chaak        | ca. 657–679     | 25            | „Schild-Schädel“, Nun Bak Chak                         | ♀ „Jaguar-Sitz“        | Jasaw Chan K’awiil I.              |           |
| Jasaw Chan K’awiil I.  | 682–734         | 26            | Herrscher A, Ah Cacao                                  | ♀ Kalajuun Une’ Mo’    | Yik’in Chan K’awiil                | Tempel 1  |
| Yik’in Chan K’awiil    | 734–um 766      | 27            | Herrscher B, Yaxkin Caan Chac, „Sonne-Himmel-Regen“    |                        | Nuun Yax Ayiin II., Herrscher 28   |           |
| Herrscher 28           | ca. 766–768     | 28            | –                                                      |                        |                                    |           |
| Nuun Yax Ahiin II.     | 768–ca. 794     | 29            | –                                                      |                        |                                    |           |
| Nuun Ujol K’inich      | um 800?         | 30?           | –                                                      | ♀ „Verdunkelte Sonne“? |                                    |           |
| ♀ „Verdunkelte Sonne“  | um 810          | 31?           | –                                                      |                        |                                    |           |
| Jewel K’awiil          | um 849          | ?             | –                                                      |                        |                                    |           |
| Jasaw Chan K’awiil II. | um 869          | ?             | –                                                      |                        |                                    |           |

## Gegenwart
Tikal war seit der Eroberung des Hochlands von Guatemala durch die Spanier nie ganz vergessen und wurde 1848 durch eine Expedition unter Modesto Méndez und Ambrosio Tut besucht. Ihr Bericht wurde 1853 auf Deutsch erstmals in einem Papier der Berliner Akademie der Wissenschaften veröffentlicht. Nächster Besucher war im Jahre 1877 der schweizerische Arzt Carl Gustav Bernoulli, der einen weiteren Bericht verfasste und einige Türstürze, die „Tikal-Platten“, entnahm, die heute im Museum der Kulturen Basel besichtigt werden können. Später haben Alfred Percival Maudslay im Jahre 1881 und Teoberto Maler 1895 und 1904 die Ruinen intensiv erforscht, Pläne gezeichnet und Fotografien aufgenommen. Ihm folgen 1910 Alfred Tozzer und Raymond Merwin. Nach langer Unterbrechung begann 1956 das University of Pennsylvania Museum mit einem gewaltigen Expeditionsprojekt, das bis 1969 andauerte und zahlreiche Publikationen, oft mit jahrzehntelanger Verzögerung, hervorgebracht hat. Seit 1979 wird die Erforschung von Tikal von guatemaltekischen Institutionen betrieben.
Das gesamte Gebiet rund um Tikal wurde zum Nationalpark erklärt und gehört heute zum Weltkulturerbe. Der kleine Flugplatz inmitten der Anlage wurde stillgelegt, eine asphaltierte Zufahrtsstraße von Flores gebaut und an der Straße in Tikal eine touristische Infrastruktur errichtet.

## Trivia
Die Tempelanlagen dienten im Kultfilm Star Wars: Episode IV – Eine neue Hoffnung als Drehort für den Planeten Yavin IV.

## Dokumentationen
- Die Machtzentren der Maya – Tikal. (3 / 3) TV-Dokumentation in HD von Claire Denavarre und Fabrice Buysschaert; CH 2020; Deutsche TV-Premiere: 13. Juni 2021 auf ZDFinfo.